# Protoestrella
Se denomina protoestrella al periodo de evolución de una estrella desde que es una nube molecular formada de hidrógeno, helio y partículas de polvo que empiezan a contraerse, hasta que la estrella alcanza la secuencia principal en el diagrama de Hertzsprung-Russell. La fase protoestelar es la más temprana en el proceso de evolución estelar.
Las protoestrellas de masa similar a la del Sol tardan típicamente 100 millones de años en evolucionar desde nube molecular a estrella en la secuencia principal mientras que una protoestrella de unas 15 masas solares evoluciona mucho más rápidamente debido al mayor campo gravitatorio que genera, tardando del orden de 100 000 años en alcanzar la secuencia principal.
Las estrellas se forman normalmente en grupos, llamados cúmulos, donde se forman varias de ellas simultáneamente. Esto se puede explicar asumiendo que la nube no se contrae uniformemente sino que se divide en varias partes que continúan contrayéndose y, a su vez, fragmentándose en regiones más pequeñas que terminan por formar protoestrellas. Las protoestrellas radian la mitad de la energía que aporta el colapso gravitatorio. La otra mitad se invierte en calentar su núcleo. El transporte de calor hasta la superficie se da enteramente por convección debido a que el material que la forma está escasamente ionizado lo cual frena mucho a los fotones e impide una buena eficiencia del transporte radiactivo.
Una estrella de poca masa  (como la del Sol o menos), dura unos 500,000 años. La fase comienza cuando un fragmento de nube molecular colapsa inicialmente por la fuerza de su propia gravedad, el núcleo soportado por la presión forma el fragmento interior  que colapsa. Finaliza cuando el gas que captura se agota, dejando una estrella presta a comenzar su secuencia principal, que se contrae para posteriormente convertirse en una estrella presta a comenzar la fusión de hidrógeno y producir helio.

## Historia del concepto
La imagen moderna de las protoestrellas, resumida arriba, fue sugerida por primera vez por Chushiro Hayashi en 1966. En los primeros modelos se sobrestimaba mucho el tamaño de las protoestrellas. Cálculos numéricos posteriores aclaró el problema y mostró que las protoestrellas son solo modestamente más grandes que las estrellas de la secuencia principal de la misma masa. Este resultado teórico básico ha sido confirmado por las observaciones, que encuentran que las estrellas más grandes antes de la secuencia principal también son de tamaño modesto.

## Evolución protoestelar

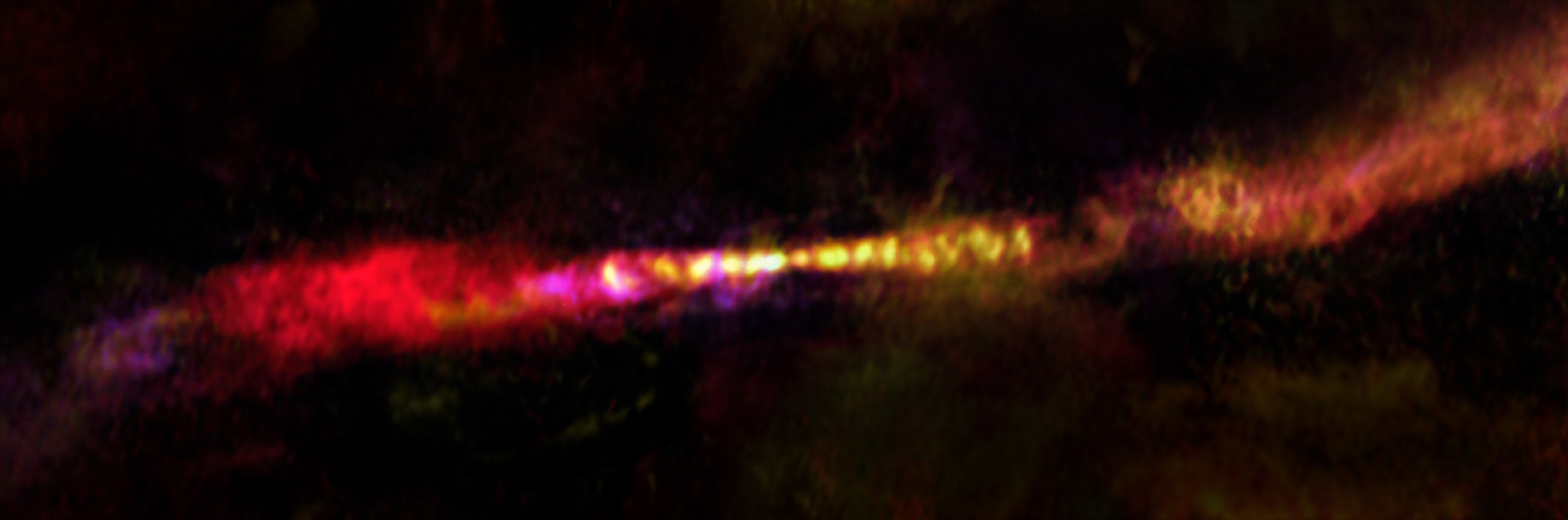
La estrella primigenia CARMA-7 y sus chorros se encuentran aproximadamente a 1400 años luz de la Tierra dentro del cúmulo estelar Serpens South.

La formación de estrellas comienza en nubes moleculares relativamente pequeñas llamadas núcleos densos. Cada núcleo denso está inicialmente en equilibrio entre la gravedad propia, que tiende a comprimir el objeto, y la presión del gas y la presión magnética, que tienden a inflarlo. A medida que el núcleo denso acumula masa de su nube circundante más grande, la autogravedad comienza a superar la presión y comienza el colapso. El modelado teórico de una nube esférica idealizada inicialmente soportada solo por la presión del gas indica que el proceso de colapso se extiende desde el interior hacia el exterior. Las observaciones espectroscópicas de núcleos densos que aún no contienen estrellas indican que efectivamente se produce la contracción. Sin embargo, hasta ahora no se ha observado la propagación hacia el exterior prevista de la región del colapso.
El gas que colapsa hacia el centro del núcleo denso primero forma una protoestrella de baja masa y luego un disco protoplanetario que orbita el objeto. A medida que continúa el colapso, una cantidad creciente de gas impacta el disco en lugar de la estrella, una consecuencia de la conservación del momento angular. Aún no se comprende exactamente cómo el material en el disco entra en espiral hacia la protoestrella, a pesar de un gran esfuerzo teórico. Este problema es ilustrativo del tema más amplio de la teoría del disco de acreción, que juega un papel en gran parte de la astrofísica.

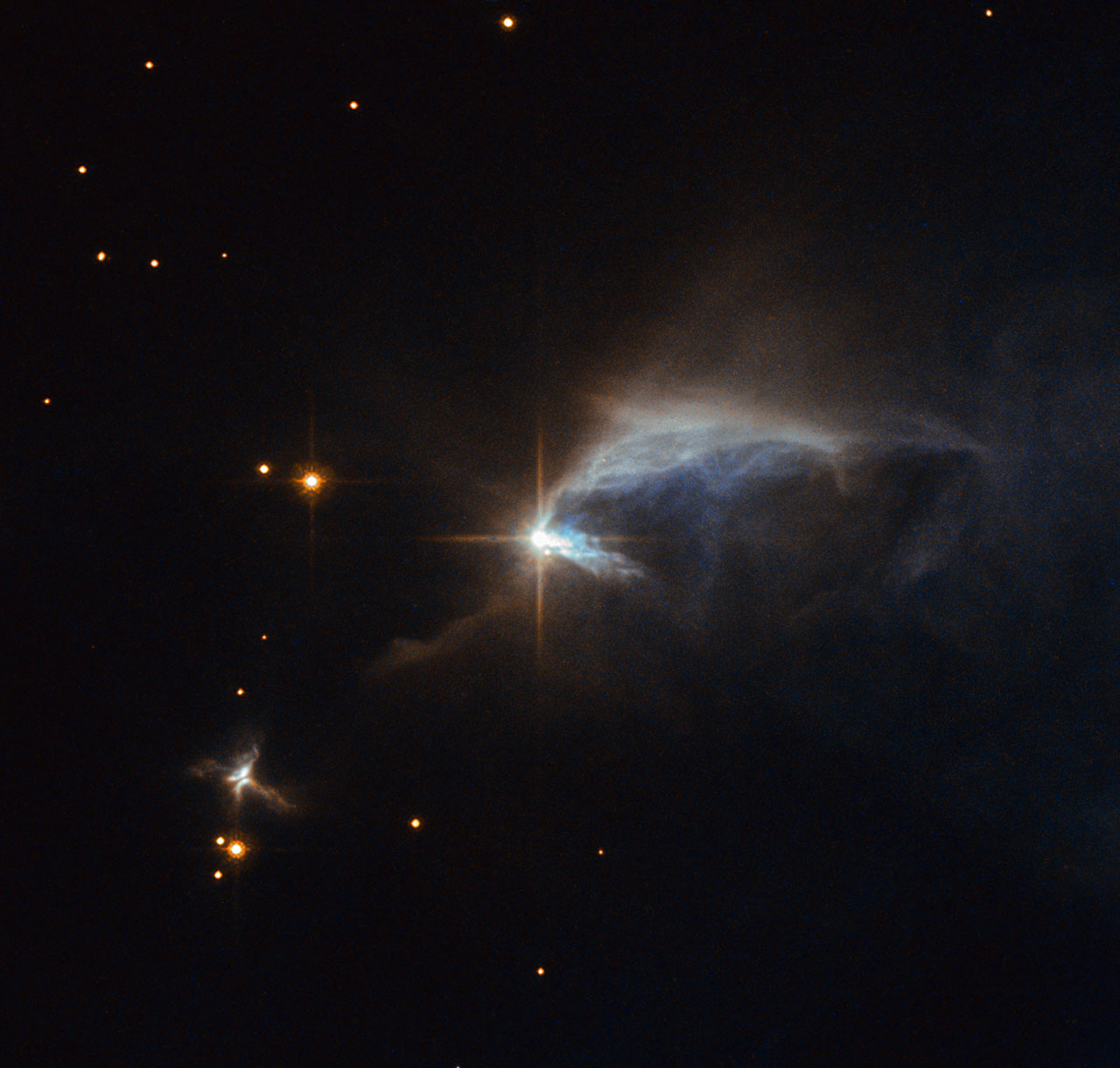
HBC 1 es una estrella joven anterior a la secuencia estelar principal.

Independientemente de los detalles, la superficie exterior de una protoestrella consiste al menos parcialmente en gas impactado que ha caído del borde interior del disco. Por lo tanto, la superficie es muy diferente de la fotosfera relativamente inactiva de una estrella anterior a la secuencia principal o de la secuencia principal. Dentro de su interior profundo, la protoestrella tiene una temperatura más baja que una estrella ordinaria. En su centro, el hidrógeno-1 aún no se está fusionando consigo mismo. La teoría predice, sin embargo, que el isótopo de hidrógeno deuterio se fusiona con hidrógeno-1, creando helio-3. El calor de esta reacción de fusión tiende a inflar la protoestrella y, por lo tanto, ayuda a determinar el tamaño de las estrellas previas a la secuencia principal más jóvenes observadas.
La energía generada por las estrellas ordinarias proviene de la fusión nuclear que se produce en sus centros. Las protoestrellas también generan energía, pero proviene de la radiación liberada por los choques en su superficie y en la superficie del disco circundante. La radiación así creada debe atravesar el polvo interestelar en el núcleo denso circundante. El polvo absorbe todos los fotones que inciden y los vuelve a irradiar a longitudes de onda más largas. En consecuencia, una protoestrella no es detectable en longitudes de onda ópticas y no se puede colocar en el diagrama de Hertzsprung-Russell, a diferencia de las estrellas de pre-secuencia principal más evolucionadas.
Se predice que la radiación real que emana de una protoestrella estará en los regímenes infrarrojo y milimétrico. Las fuentes puntuales de radiación de longitud de onda tan larga se ven comúnmente en regiones que están oscurecidas por nubes moleculares. Se cree comúnmente que aquellos etiquetados convencionalmente como fuentes de Clase 0 o Clase I son protoestrellas. Sin embargo, todavía no hay evidencia definitiva para esta identificación.

## Protoestrellas masivas

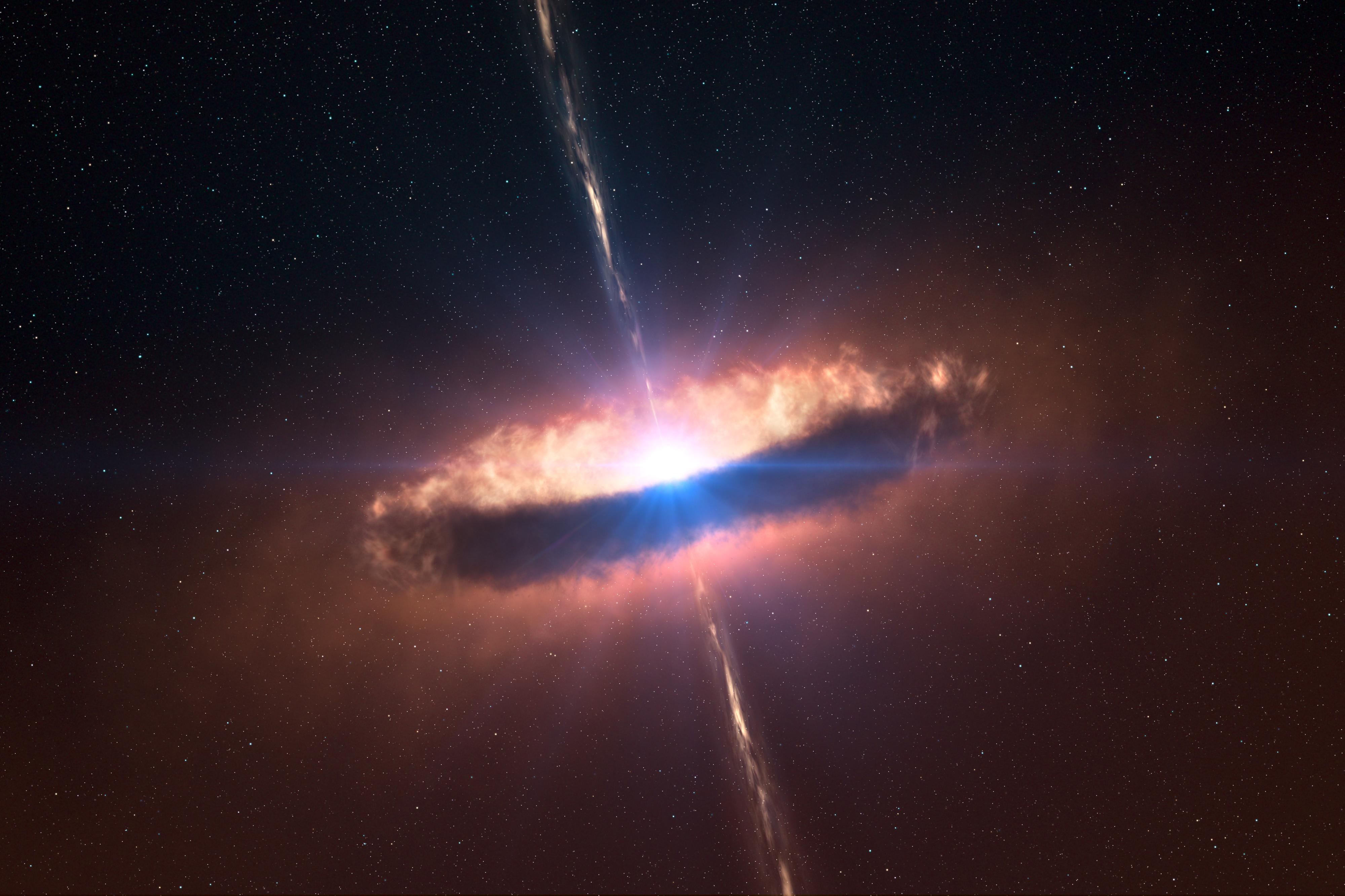
Representación gráfica de un disco circunestelar alrededor de una protoestrella masiva. El disco se extiende por unas 130 unidades astronómicas y tiene una masa similar a la de la estrella; sus porciones más internas están libres de polvo, vaporizado por la intensa radiación estelar.

Tomada literalmente, la teoría estándar de formación estelar parece excluir la existencia de estrellas masivas (M>8 M☉), ya que cuando entran en juego masas muy elevadas a altas temperaturas el embrión estelar alcanza las condiciones necesarias para desencadenar la fusión del hidrógeno con extrema rapidez; esto daría como resultado la detención inmediata de la fase de acreción y una fuerte limitación de la masa de la futura estrella. Por tanto, se cree que en el caso de estrellas masivas, a los descritos en el modelo estándar hay que añadir otros mecanismos, mecanismos que aún hoy son en cierta medida objeto de hipótesis, que permiten explicar cómo llegan estos objetos a la Tierra. cantidades de materia que los caracterizan.

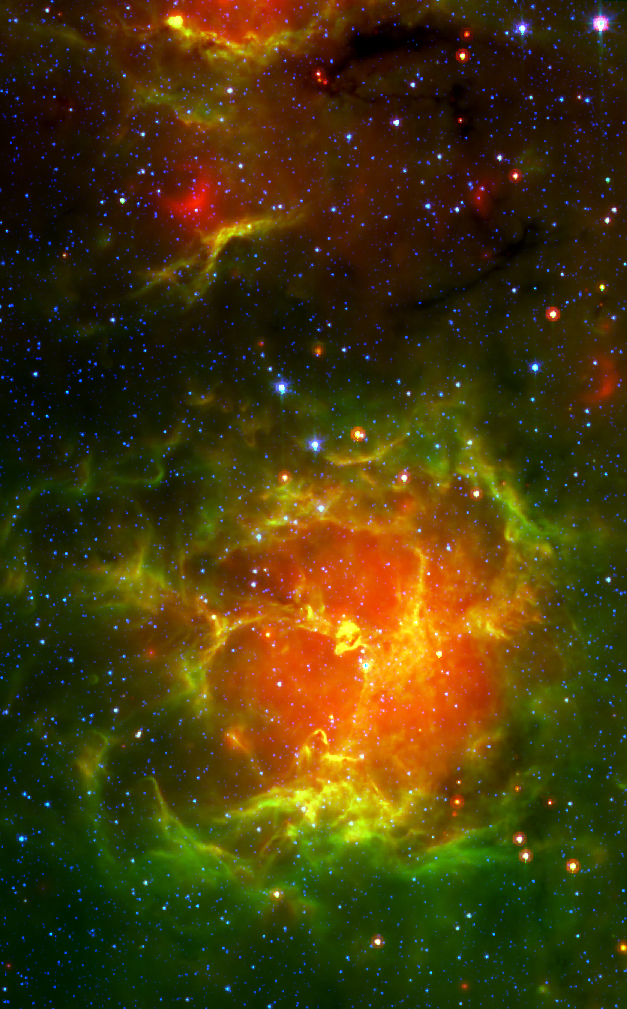
La nebulosa Trífida vista en el infrarrojo; se han detectado varios embriones de estrellas masivas en su interior.

Numerosos modelos teóricos y datos observacionales confirman que la formación de estrellas masivas también se produce a través de la mediación de un disco circunestelar y mediante la formación de chorros, que permiten, mediante la creación de una cavidad en el material nebuloso, una vía de escape a través de la cual la gran radiación de una protoestrella masiva puede dispersarse sin afectar a la acreción.  Estas estrellas, sin embargo, después de la fase protoestelar, no pasan por la fase PMS, sino que llegan directamente a la secuencia principal; la intensa emisión electromagnética resultante (en particular de radiación ultravioleta UV) pondría inmediatamente fin a la fase de acreción, manteniendo así la masa de la estrella dentro de unas diez masas solares.  Sin embargo, el descubrimiento de estrellas supermasivas (incluso muy por encima de 100 M☉) ha llevado a astrofísicos a formular modelos que puedan explicar su formación.  Para responder a la pregunta, se prepararon modelos simulados por ordenador basados en la Teoría de Acreción Competitiva, cuyos resultados se dieron a conocer en enero de 2009. El colapso y la rotación de una nube molecular masiva conducen a la formación del disco de acreción, que alimenta a la protoestrella. El gran tamaño del disco lo hace gravitacionalmente inestable, lo que provoca su fragmentación y la formación en estos fragmentos de numerosas protoestrellas secundarias, la mayoría de las cuales precipitan fusionándose con la protoestrella central.  La simulación también ha demostrado por qué la mayoría de las estrellas masivas son sistemas múltiples, ya que se ha comprobado que una o más de las protoestrellas secundarias alcanzan suficiente masa sin ser engullidas por la protoestrella primaria como para liberarse del disco de la estrella principal, formar un disco propio y fusionarse con las protoestrellas secundarias que se originan a partir de ella, convirtiéndose así también en una estrella masiva.   La observación de algunas regiones de formación estelar por el telescopio espacial Spitzer ha confirmado en parte este modelo, aunque su verificación será complicada, ya que es difícil captar estrellas masivas en el acto de su formación, puesto que se trata de un tipo estelar bastante raro de todos modos, y dado que el proceso que conduce a su formación se agota muy rápidamente (a escala astronómica).